# مانويل فالديراما
مانويل فرنانديز دي فالديراما تيخيدور (29 يوليو 1904 - غير معروف) كان لاعب كرة قدم إسباني لعب كلاعب خط وسط  ثم أصبح مدربًا.  كان يمثل أكبر ثلاثة فرق في مدريد في عشرينيات وثلاثينيات القرن العشرين: ريال مدريد، وأتلتيكو مدريد، وراسينغ مدريد، كما فاز بكأس لإسبانيا في عام 1927.  

## النشأة
وُلِد فالديراما في 29 يوليو 1904 في مدريد، بالقرب من باركي ديل ريتيرو، وبدأ لعب كرة القدم في لا تشوبيرا عام 1919. 

## المسيرة الكروية
كان فالديرما مراوغًا ممتازًا وكان ينهي المباراة بكلتا قدميه ورأسه، وبالتالي أراده الجميع أن يكون شريكًا لهم كل يوم أحد عندما ينفصلون للعب مباراة.  لقد كان ظاهرة منذ صغره واستمر في ذلك عندما كبر، حيث كان يتمتع بالذكاء الكافي لأداء العديد من الحيل إلى جانب ضربات الرأس التي لا تشوبها شائبة.  كان أول فريق لعب له هو باتريا بالومبي، ولكن بدأ اللعب بشكل جدي في ريكريتيفو إسبانيول.   التقى بلاعبي كرة قدم ممتازين آخرين أثناء وجوده هناك أصبحا فيما بعد زملاءه في فريق مدريد: المدافع الأيسر فيليكس كيسادا واللاعب الداخلي الأيسر فيليكس بيريز . 
بعد فترة قضاها في ريكريتيفو، وقع فالديراما مع ريال مدريد قبل موسم 1923-1924، مما ساعد النادي على الفوز بالبطولة الإقليمية بهدف واحد في خمس مباريات،  وبالتالي التأهل إلى كأس ملك إسبانيا عام 1924، حيث سجل 3 أهداف في ست مباريات  لمساعدة النادي على الوصول إلى النهائي، الذي خسروه بنتيجة 0-1 أمام ريال يونيون، بفضل هدف من خوسيه إتشيفيستي.   ورغم مشاركته في عدة مباريات اعتبر فالديراما نفسه بديلاً لسانتياغو برنابيو وقرر مغادرة النادي في نهاية الموسم، وانتقل إلى راسينغ مدريد، الذي لعب معه لمدة 6 مواسم حتى عام 1930. 
في صيف عام 1928 انضم فالديراما لفترة وجيزة إلى سيلتا فيجو للمشاركة في رحلته إلى أمريكا الجنوبية إلى جانب التعزيزات الأخرى من ديبورتيفو لاكورونيا، وراسينج دي فيرول، وإشبيلية إف سي وغيرها.  لعب سيلتا ثلاث مباريات ودية في بوينس آيرس، واثنتين في أوروجواي، وواحدة في روساريو، وخسر جميعها في سبتمبر مقابل واحدة في العاصمة الأرجنتينية، حيث أرجع فالديراما فشلهم في أمريكا إلى الإصابات التي تعرض لها العديد من اللاعبين في المباريات الأولى في بوينس آيرس، حيث اضطر فالديراما وإيسيدرو ولويس باسارين إلى التوقف عن اللعب في بعض المباريات.  ومع ذلك، كان لديه الوقت الكافي للاعتراف بقيمة كرة القدم الأرجنتينية والأوروغوايانية، حيث فوجئ بالسرعة التي تطور بها المهاجمون، وبأنهم كانوا أيضًا لاعبين رائعين.  ولم يعد بعض اللاعبين على متن سفينة "فيسر" التي أعادت سيلتا فيجو، ومن بينهم فالديرما، الذي توقف مع كاردينيس وإسبينوزا وإستيبان إيجويا في ميناء تينيريفي لقضاء بضعة أيام في إجازة.  عندما وصل إلى سيلتا ليس فقط كان متعبًا جدًا من الجولة الأمريكية، بل أيضًا متأثرًا بالإصابات الطفيفة التي تعرض لها في المباريات الودية التي لعبت على الأراضي الأمريكية. 
أكد أنه سيجدد عقده مع راسينغ مدريد بعد تجربته السلبية في تلك الجولة مع سيلتا، ، وهو ما فعله أخيرًا بعد إجازته المستحقة في جزر الكناري، ولكن نتيجة لرحلاته بدأ يستمتع بحياة أكثر هدوءًا في "شاطئ به شجرة نخيل ونورس".  أدى هذا حتماً إلى بعض المشاكل مع مجلس إدارة السباق بسبب القضايا المالية وبعض التصريحات التي أدلى بها للصحافة، لذلك تم استبعاده لمدة عامين.  عندما رحل جاسبار روبيو بشكل غير متوقع إلى هافانا، وجد ريال مدريد نفسه بدون مهاجم مركزي. وقد أدت جهودهم اللاحقة في الاتحاد الملكي الإسباني لكرة القدم إلى رفع العقوبة، فعاد إلى الفريق الأبيض.  ومع ذلك، فإن فترة وجوده هناك لم تستمر سوى موسم واحد مرة أخرى حيث شارك فالديراما في مباراتين فقط بالدوري في موسم 1930-1931 ضد أتليتيك بلباو وريال سوسيداد في 22 و29 مارس وحتى أنه سجل مرة واحدة ضد الأول.   لعب 16 مباراة مع النادي في المجموع.  انتهى به الأمر بلا نادٍ لموسم 1931-1932 قبل أن ينقذه أتلتيكو مدريد لموسم 1932-1933، والذي كان في ذلك الوقت في الدرجة الثانية .  
في عام 1936 انتقل فالديراما إلى نادي فيروفياريا، حيث انتهت مسيرته المهنية بسبب تمزق الغضروف المفصلي والحرب الأهلية الإسبانية.  في فترة ما بعد الحرب، كان يمتلك مزرعة ألبان وصالة بلياردو وأنفق الكثير من المال في الرهان في رياضات البلياردو. 

## المسيرة الدولية
استدعى فالديراما للعب مع منتخب مدريد مثل معظم لاعبي ريال مدريد في ذلك الوقت، وكان جزءًا من الفريق الذي وصل إلى نهائي كأس أمير أستورياس 1923-1924، وهي مسابقة بين المناطق نظَمها الاتحاد الإسباني لكرة القدم،  على الرغم من أنه لعب فقط في ربع النهائي ضد جاليسيا، والتي فاز بها فريقه 1-0 بفضل هدف مبكر من أنطونيو دي ميغيل. 
حصل فالديراما على مباراة دولية واحدة مع الفريق الإسباني أ والفريق ب وكلاهما في عام 1927. أقيمت مباراته الدولية الأولى مع الفريق الرئيسي في ملعب إل ساردينرو في 17 أبريل 1927، في مباراة ودية ضد سويسرا والتي انتهت بفوز المنتخب 1-0، بفضل هدف من أوسكار.  من ناحية أخرى، أقيمت مباراته مع الفريق ب في ملعب ميتروبوليتانو في 29 مايو 1927، في مباراة ودية ضد فريق البرتغال أ، وسجل فالديراما في فوز 2-0. 

## المهنة الإدارية
أصبح فالديراما مدربًا بعد تقاعده في منتصف الثلاثينيات، وتولى مسؤولية أمثال نادي قادس ونادي غرناطة في الأربعينيات.  

## الحياة الشخصية
كان فالديراما مغامرًا، رجلًا يحب السفر والتعرف على الثقافات الأخرى.  التقى بالإسبان العاملين في هوليوود في رحلة عرض إلى المكسيك والولايات المتحدة، حيث يقومون بدبلجة وإعادة تصوير الأفلام باللغة الإسبانية مثل إدغار نيفيل ودولوريس ديل ريو، وقرر البقاء لفترة من الوقت.  هناك أصبح صديقًا لأشخاص مثل ستان لورين وأوليفر هاردي. 
تاريخ وفاته غير معروف، لكنه توفي في وقت ما في ثمانينيات القرن العشرين. 

## الأوسمة

### أوسمة للنادي
ريال مدريد
- بطولة المركز الإقليمي :
  - الأبطال (1) : 1923–24
- كأس ملك إسبانيا :
  - الوصيف (1) : 1924

### أوسمة دولية
مدريد الحادي عشر
كأس أمير أستورياس :
- الوصيف (1): 1923–24